# Surat
Surat eller Suryapur er en by i Indien. Byen ligger i delstaten Gujarat, 22 km fra Taptiflodens udmunding i det Arabiske Hav.
I 2005 havde byen 2.894.504 indbyggere, hvilket gør den til den næststørste i Gujarat efter Ahmedabad og verdens 80. største (2005), ifølge FN. Surat har en del handel, tekstil- og fødevareindustri. Byen har også meget guld- og sølvhåndværk. Byen er den næststørste handels-hub i det vestlige Indien efter Mumbai, der ligger 280 kilometer længere mod syd.
Surat var Indiens vigtigste handelsby i 1600-tallet. Byen havde eksport af tøj, tekstiler og guld. I 1608 etablerede Storbritannien sin første indiske handelsplads i Surat.